# Semaine mondiale de l'allaitement maternel
La semaine mondiale de l'allaitement maternel est une manifestation soutenue par l'Unicef et l'Organisation mondiale de la santé.
Son objectif est de sensibiliser le public  à la problématique de l'allaitement du nouveau-né et d'encourager les futures mamans à allaiter leur bébé. Cette semaine est célébrée du 1er au 7 août dans plus de 170 pays.